# Mycoplasma haemofelis
Mycoplasma haemofelis è una specie di batterio appartenente alla famiglia delle Mycoplasmataceae.